# Gyasi Cline-Heard
Gyasi Cline-Heard (* 19. August 1979 in Phoenix, Texas) ist ein ehemaliger US-amerikanischer Basketballspieler.
Der Sohn des ehemaligen NBA-Spielers und -Trainers Gar Heard spielt in der Saison 2006/2007 in der Basketball-Bundesliga bei den Telekom Baskets Bonn. Er wurde kurz vor Saisonbeginn für den verletzten Tyray Pearson verpflichtet. In der Saison 2005/2006 spielte er für Tofas Bursa in der Türkei. Der 2,02 m große und 113 kg schwere Forward spielte des Weiteren noch in Australien, Uruguay, Finnland und Belgien. Zur Saison 2007/2008 kehrte Gyasi Cline-Heard in die Türkei zurück. Er unterschrieb einen Vertrag für ein Jahr bei Darussafaka Istanbul. Nach seiner Zeit in Istanbul wechselte Cline-Heard nach Südkorea zu den INCHONT Land Elephants. Seine letzte Station waren die Seoul SK Knights.

## Stationen
- Pennsylvania State University (1998–2001)
- Basket Antwerpen (2001–2002)
- Porvoon Tarmo (2002–2003)
- Salto (2003–2004)
- Talto (2004–2005)
- Tofas Bursa (2005–2006)
- Telekom Baskets Bonn (2006–2007)
- Darussafaka Istanbul (2007–2009)
- INCHONT Land Elephants (2009–2010)
- Seoul SK Knights (2010)

## Privates
Nach dem Ende seiner aktiven Karriere eröffnete Cline-Heard in Palm Harbor ein Tattoo-Studio. März 2012 wurden Cline-Heard und seine Lebensgefährtin bei einer Razzia von der örtlichen Polizei verhaftet. Bei der Razzia wurden verschiedene Waffen beschlagnahmt und es wurde nachgewiesen, dass Cline-Heard in illegale Waffengeschäfte im ganzen Land involviert war.
Im November 2012 wurde er wegen dieser Vergehen zu einer 16-jährigen Freiheitsstrafe verurteilt.